# Iseilema anthephoroides
Iseilema anthephoroides är en gräsart som beskrevs av Eduard Hackel. Iseilema anthephoroides ingår i släktet Iseilema och familjen gräs. Inga underarter finns listade i Catalogue of Life.